# Nasrullah Khan (Boukhara)
Pour les articles homonymes, voir Nasrullah Khan (homonymie).
Nasrullah Khan (ou Nasr-Allah bin Haydar Tora) est l'émir de Boukhara de 1827 à 1860. 
Son père, Haydar Tora, a été émir de 1800 à 1826. À la mort de Haydar, Hussain bin Haydar Tora arrive au pouvoir mais meurt après deux mois et est remplacé par Umar bin Haydar Tora. Nasrullah lui succède en 1827.